# Vejbredvandaks
Vejbredvandaks eller Vejbred-vandaks (Potamogeton coloratus) er en vandplante i planteslægten vandaks. Den er 15-50 centimeter og blomstrer fra juni til august. Vejbredvandaks vokser i lavvandede damme, vandhuller, grøfter og lavninger med overvejende alkalisk vand. Vejbredvandaks er i tilbagegang i Danmark, og er regnet som truet art på den danske rødliste 2019, mens den på rødlisten fra 2014 var registreret som sårbar
Vejbredvandaks forekommer naturligt og spredt Central-, Vest- og Sydeuropa (Hultén & Fries 1986). Den er forsvundet fra Skåne og Nordtyskland.